# Cuscuta epithymum
Cuscuta epithymum là một loài thực vật có hoa trong họ Bìm bìm. Loài này được Murray mô tả khoa học đầu tiên năm 1774.

## Hình ảnh

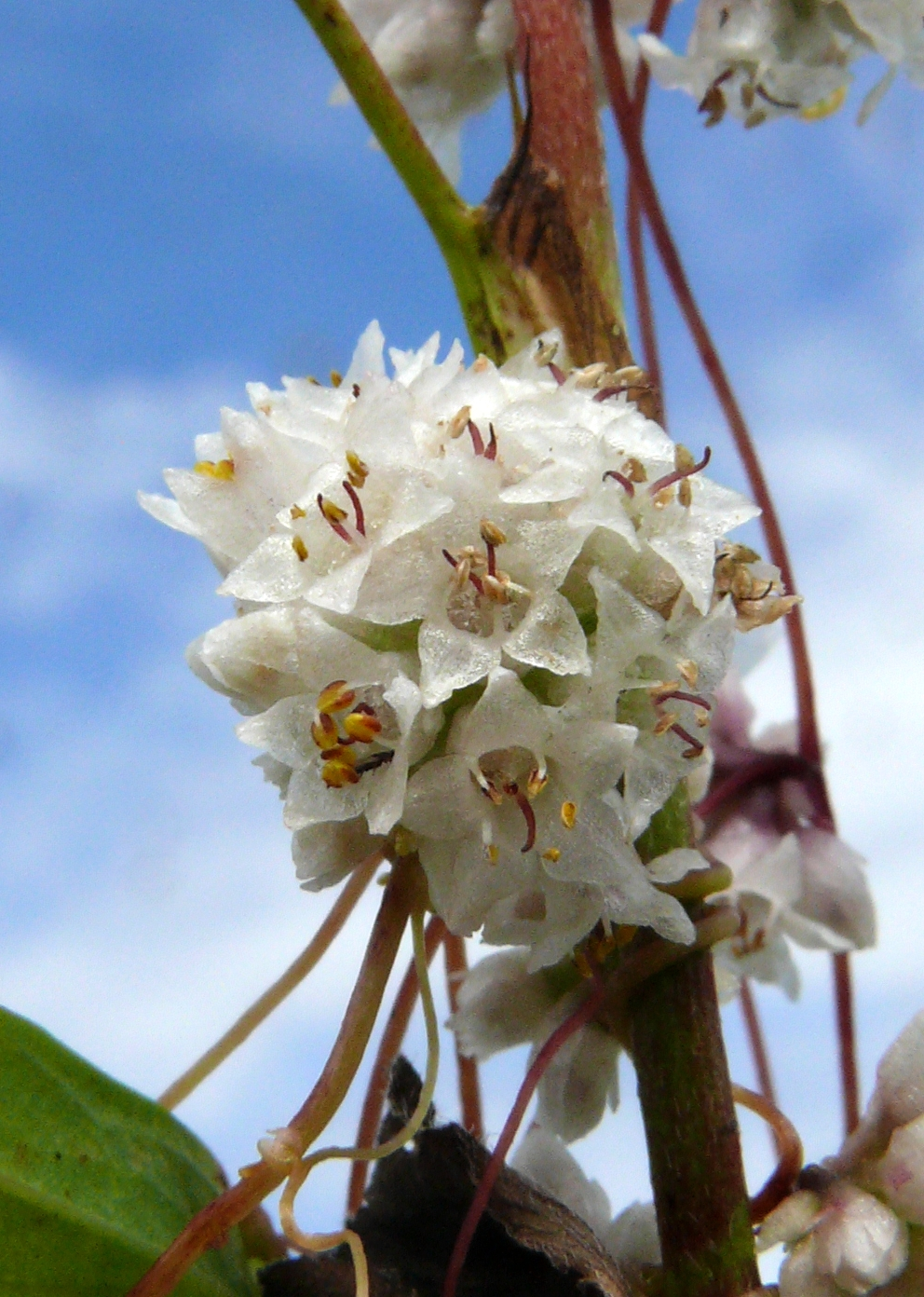
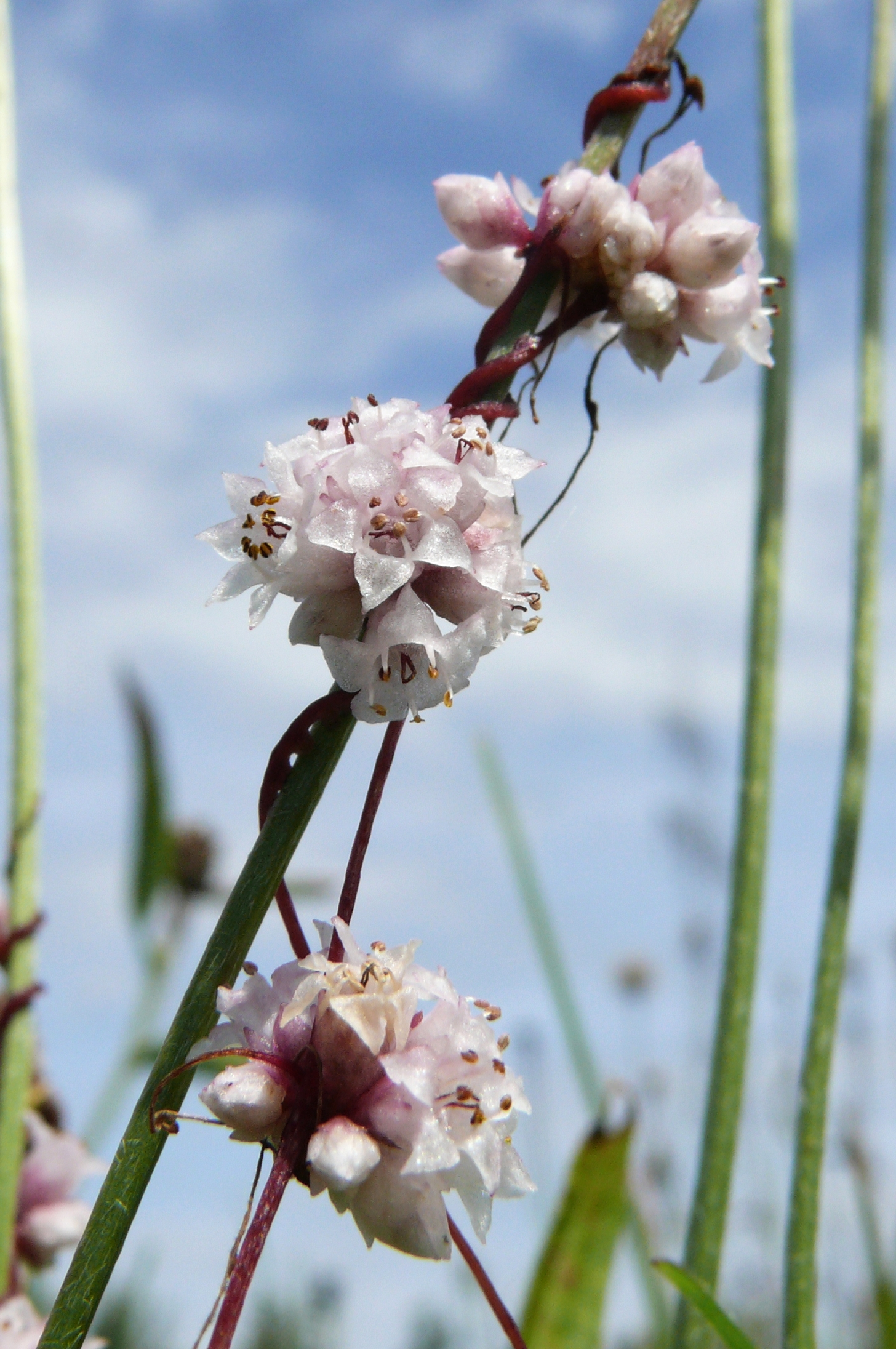
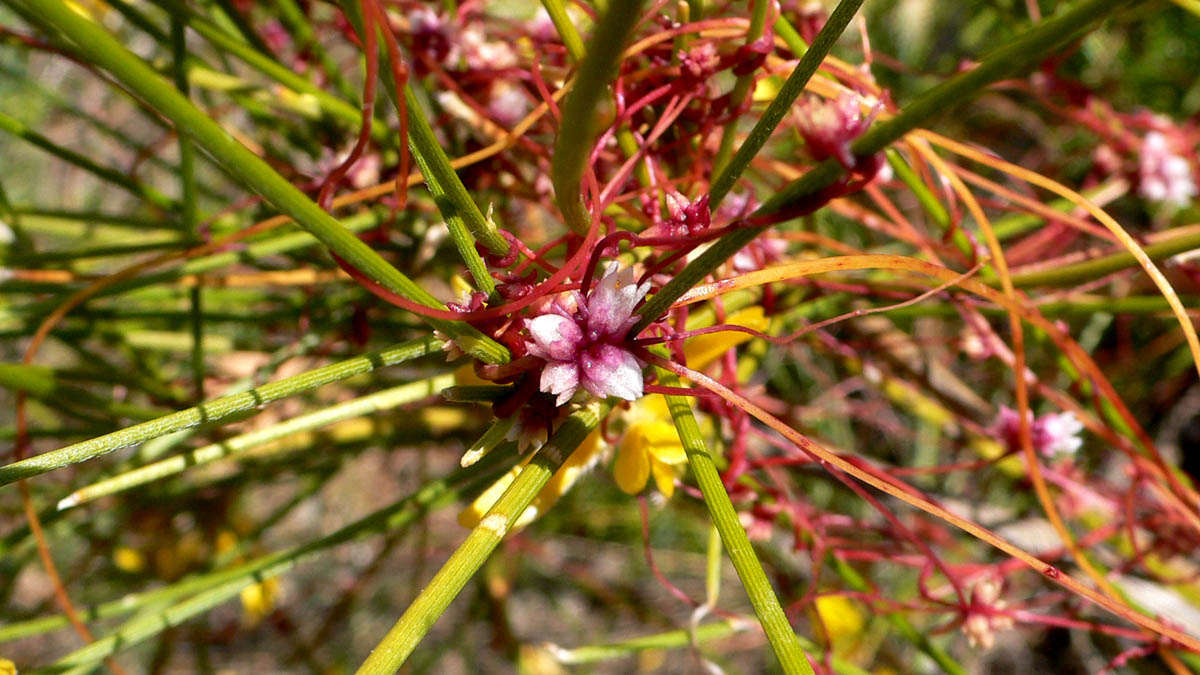
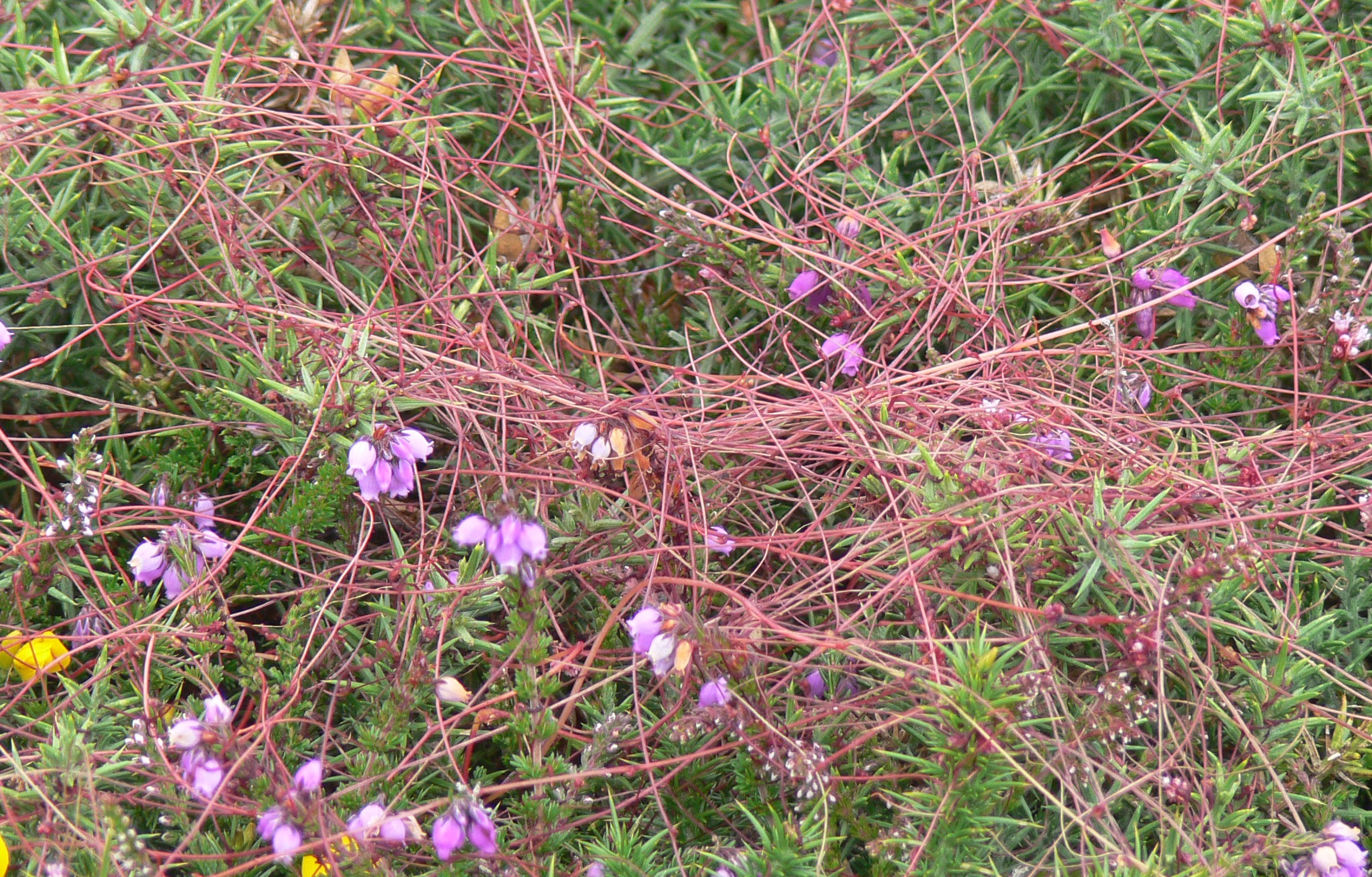